# Фред Синовац
Фред Синовац (Ново Село, 5. фебруар 1929 — Беч, 11. август 2008) је био аустријски политичар Социјлдемократске партије Аустрије и 19. канцелар Аустрије. На тој функцији је био од 1983. до 1986. године. Док је на месту канцелара био Бруно Крајски, Синовац је обављао функцију министра за образовање и уметност и био је одговоран за друштвено-оријентисане реформе у образованом систему.

## Биографија
Синовац је рођен у породици која је имала хрватске корене. Отац му је био механичар, а мајка радница у фабрици. С обзиром да у његовом родном месту није било школа, у основну и средњу школу је ишао у Винер Нојштат. После промене школе дипломирао је у Бадену. Потом је студирао на Универзитету у Бечу историју и новинарство. 1953. године је докторирао са дисертацијом на тему „Протестантизам и католичке реформације“ и стекао је звање доктор наука.
Синовац је био удовац и имао је двоје деце. Одрастао је у кући коју је наследио од својих родитеља. Пре своје смрти, Синовац је лечен две године у Општој болници у Бечу где је извршена операција на срцу, али неуспешно. Недуго затим је умро у болници која се налазила у Донауштат округу.

## Политичка каријера
Синовац је од 1957-1969 био члан општинског већа Новог Села. 1961 је био на функцији покрајинског партијског секретара у Социјалдемократској партији и њу је обављао до 1978. године. 1961. је такође изабран за народног посланика у скупштини Новог Села где је био и председник парламента од 1964-1966. Тада је приступио и Националном већу где је остао до његовог именовања за канцелара 1983. године. Улогу председника Социјадемократске партије је вршио од 1983. до 1988.
Синовац је на месту савезног министра за образовање и културу био од 1971. до 1983. За време његовог мандата у окивиру владе Бруна Крајског уведене су многе реформе у школству. Обезбедио је бесплатне уџбенике и бесплатне школске екскурзије. Поред тога, пријемни испит за гимназију је укинут, отворио је нове школе у мање развијеним областима. Овим реформама је смањена разлика у образовању између града и села. 1981. Синовац је постао вицеканцелар Аустрије.

### Савезни канцелар
Након што је Социјалдемократска странка изгубила апсолутну већину на парламетарним изборима 1983., Крајски је поднео оставку, а Синовац је невољно постављен за савезног канцелара. Придружио се коалицији, коју је иницирао Крајски, са Слободарском партијом Аустрије коју су тада предводили либерали.
Крајем 1984. дошло је до тешке унутрашње кризе у држави због најављене изградње електране у националном парку близу Хаинбурга на Дунаву. Хиљаде људи је протестовало против изградње. После великог притиска јавности Синовац објављује „Божићни мир“ 22. децембра 1984. године.
Упркос овом успеху, период док је био на челу владе Аустрије се не сматра успешним. Све је почело са винским скандалом, у којем су аустријски винари користили токсичне супсатнце да би вина изгледала квалитетнија и слађа. Познат је и AKH-скандал у вези изградње Опште болнице у Бечу. Највећи од свих проблема које је имала влада Фреда Синовца је била у дуговању национализоване индустрије.
1985. године је такође био под притиском када је његове секретар за одбрану из коалиционе партије, Фридхелм Фришеншлагер, званично отишао да дочека Валтера Редера, ратног злочинца који се налазио у заробљеништву у Италији од завршетка Другог светског рата, по његовом повратку у Аустрију.

### Афера Валдхајм
Пре Избора за председника 1986., током састанка управног одбора SPÖ-а, Синовац је приметио да би неко требало да укаже Аустријанцима да кандидат Слободарске партије Курт Валдхајм има нацистичку прошлост. Ова вест је стигла до магазина „Профил“ која је почела да истражује ову вест. То је довело до Валдехајм дебате.
Током изборне кампање, Синовац се снажно противио Валдехајму. Валдехајм је уверавао да није био члан Штурмабтајлунга (SA), већ се само повремено придруживао члановима ове групе у јахању. Синовац је на ово одговрио речима: „Сматрам да Курт Валдехајм никада није био члан SA-a, већ само његов коњ."
Након победе и избора Валдхајма за председника Аустрије, Синовац је дао оставку на место канцелара и препоручио је бившег министра финансија Франца Враницког за свог наследника, који га је такође наследио и на месту председника SPÖ-а 1988. Синовац је такође дао оставку на место члана Националног већа Аустрије.

## Живот у пензији
После оставке, Синовац се повукао из јавног живота, али се 1991. опет нашао у центру пажње због тога што је био осуђен за лажно сведочење у афери Валдхајм. После повлачења је живео у Бургенланду. Сахрањен је у Бечу.

## Награде и признања
- 2004 - Велика златна медаља за услуге у граду Бечу
- Почасни грађанин Матерсбурга
- Новембар 2008 - Једна улица у Матесбургу је добила име Др. Фреда Синоваца[7]